# Leopold z Lambergu
Hrabě Leopold z Lambergu (německy Leopold Graf von Lamberg, 10. května 1732 - 29. července 1809) byl moravsko-rakouský šlechtic z rodu Lambergů.

## Život
Narodil se jako mladší syn hraběte Karla Leopolda Antonína z Lambergu z linie Ortenecků z Lambergu a jeho manželky Marie Lukrecie markýzy Turrinetti de Prié, dcery rakouského diplomata Herkula Ludvíka Turinettiho z Prié. Měl staršího bratra Maxmiliána Josefa (1729-1792), významného učence, který byl známý pro své vědecké spisy a zápisky z cest po Evropě. Měli také mladší sestru Antonii, která však zemřela v dětském věku.
Podobně jako starší bratr získal Leopold vynikající vzdělání a společně s ním cestoval podnikl kavalírskou cestu po Francii a Nizozemsku. Pobývali delší dobu v Paříži, kde údajně s kardinálem Melchiorem de Polignac asistoval při tvorbě spisu Anti-Lucrèce.
Poté odešel do Německa a se stal komorníkem prince Jindřicha Pruského, bratra Bedřicha Velikého, s nímž ho po šestnáct let pojilo nejhlubší přátelství. Po návratu do vlasti, se stal vrchním dvorním soudcem knížete-biskupa v Olomouci. Bohužel však o něm není mnoho známo, jeho mimořádný intelektuální význam však lze z výše uvedených indicií usuzovat.

### Manželství a rodina
29. září 1764 se oženil s hraběnkou Marií Valpurgou della Rovere-Montelabata (1737-1787, Brno). Z tohoto manželství se dne 15. července 1756 narodil syn Jindřich, který byl kapitánem jezdectva u generála Karaczaye, zemřel však již 14. května 1792 ve věku pouhých 36 let.
Jeho druhou manželkou se se stala o mnoho let mladší Johana Nepomucena z Wildensteinu (1773-1841), toto manželství však zůstalo bezdětné.